# Нью-Ривер-Гордж (мост)
Нью-Ривер-Гордж (англ. New River Gorge Bridge) — однопролётный арочный стальной автомобильный мост. Имея длину пролёта 518 метров, занимает 4-ю строчку в списке арочных мостов с самыми длинными пролётами в мире (с 1977 по 2003 года был первым) и 1-ю строчку в аналогичном списке для США (с 1977 года по настоящее время). Кроме того, имея расстояние от дорожного полотна до воды в 267 метров, занимает 34-ю строчку в списке самых высоких мостов в мире и 3-ю строчку в аналогичном списке для США.

## Описание
Мост расположен близ городка Фейетвилл в Аппалачах на территории национального парка Нью-Ривер-Гордж-Нейшнл-Ривер, который был образован через год после открытия моста. Имея четыре полосы для движения автомобилей (магистраль US 19), в сутки пропускает через себя около 16 200 машин. Материал моста — кортеновская сталь, которой понадобилось почти 20 000 тонн, а общая его масса — почти 40 000 тонн.

## История
Строительство моста началось в июне 1974 года компанией Michael Baker Company и закончилось 22 октября 1977 года. В честь этого события в ближайшем городке, Фейеттвилле, с того года ежегодно каждую третью субботу октября отмечается День моста: в этот день автомобильное движение по мосту перекрывается (до событий 11 сентября — частично, с 2001 года — полностью), на нём собираются тысячи окрестных жителей и туристов, экстремалы прыгают с моста на парашютах, устраивают соревнованию по дюльферу, до 1993 года был разрешён банджи-джампинг.
Стоимость строительства составила 37 миллионов долларов, что на 4 миллиона превысило запланированные траты. После открытия моста автомобилисты, чтобы попасть на другой берег Нью-Ривер, стали тратить 45 секунд вместо 45 минут.
Первый прыжок на парашюте с нового моста был совершён 1 августа 1979 года. С момента постройки моста до 1993 года при банджи-джампинге с него погибли четыре человека, в том числе трое во время проведения Дня моста, поэтому в 1993 году этот вид развлечений здесь был запрещён.
В 2005 году была отчеканена памятная 25-центовая монета с изображением моста. 14 августа 2013 года мост был включён в Национальный реестр исторических мест США.

## Туризм
У начала моста выстроен туристический центр. Под дорожным полотном моста вдоль всей его длины протянулся стальной лист шириной 61 сантиметр. Изначально задуманный для техников, проверяющих состояние моста, ныне он используется как аттракцион: по этой узкой «дорожке» на высоте 259 метров над рекой перейти с одного конца моста на другой (более 500 метров) за плату (39—59 долларов) может любой желающий, в том числе развлечение доступно для инвалидов. Условия для такой прогулки: рост не менее 122 см, масса не больше 129 кг, возраст старше 10 лет. Используется страховка.

## Галерея

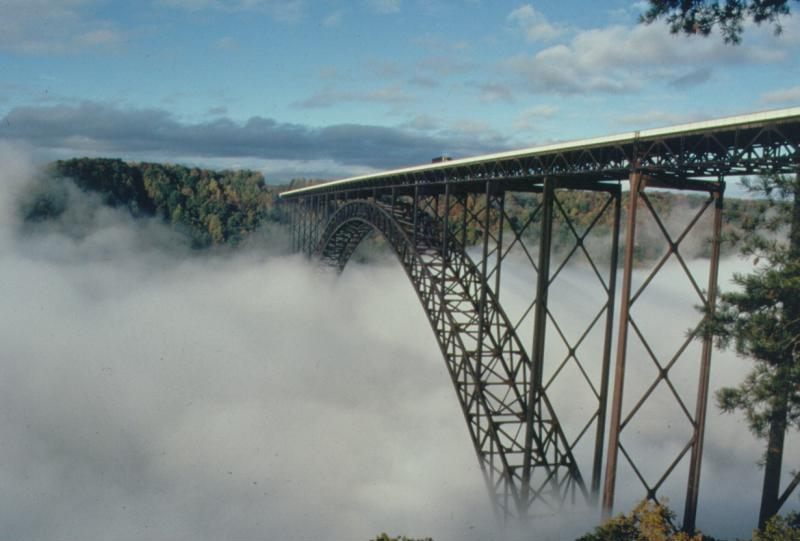
Мост в тумане
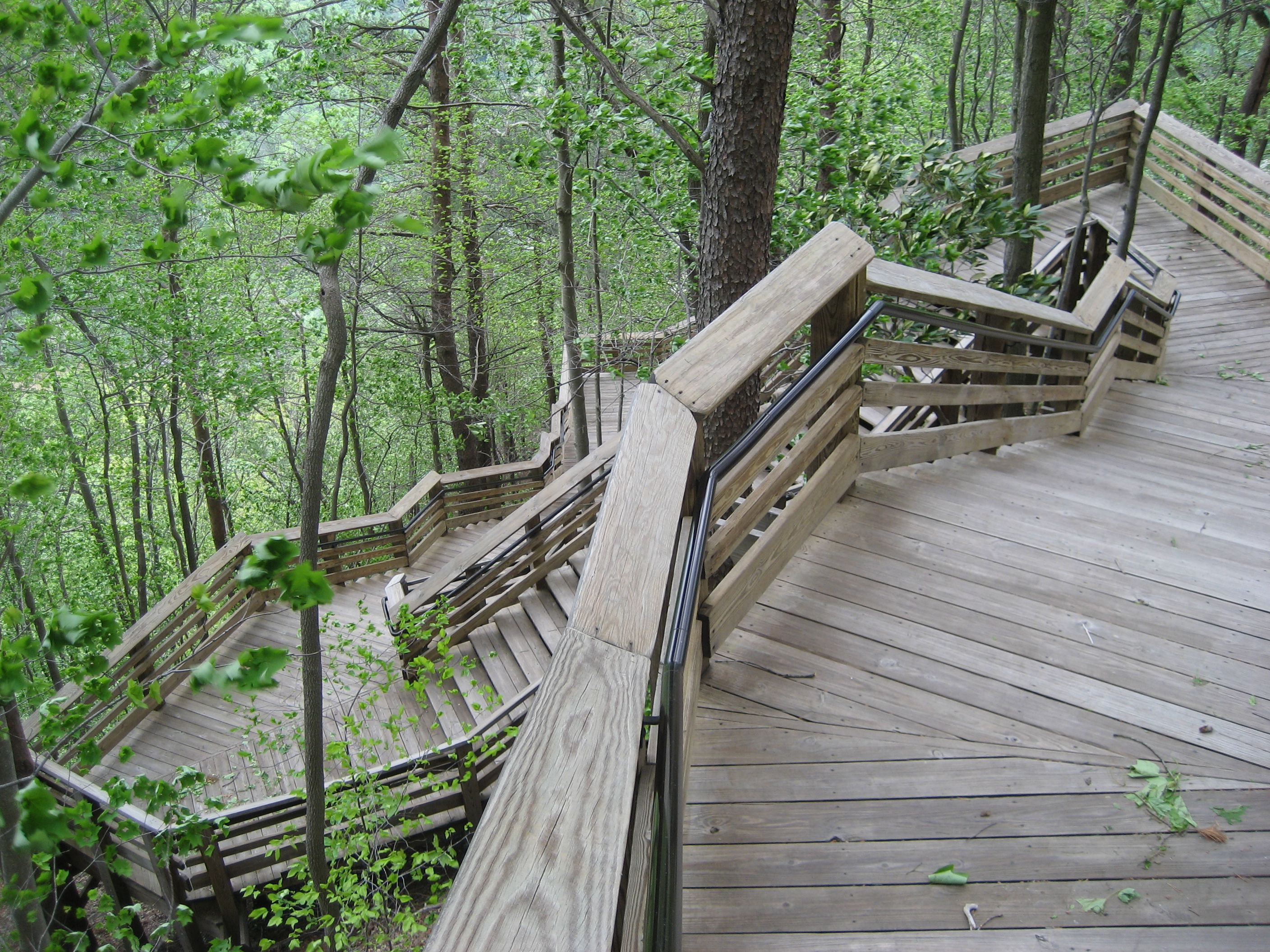
У туристического центра. Спуск к реке.
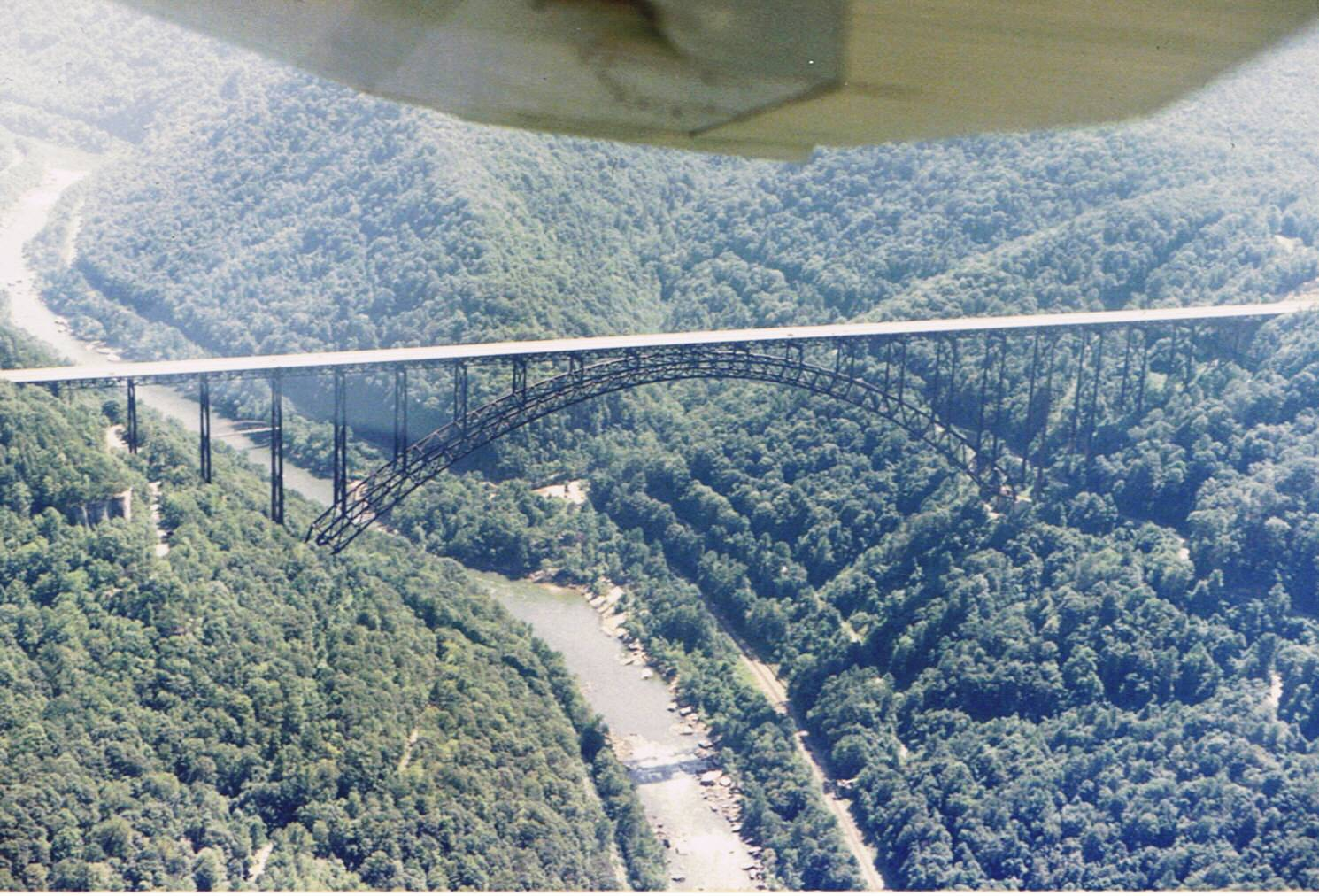
Вид на мост с воздуха
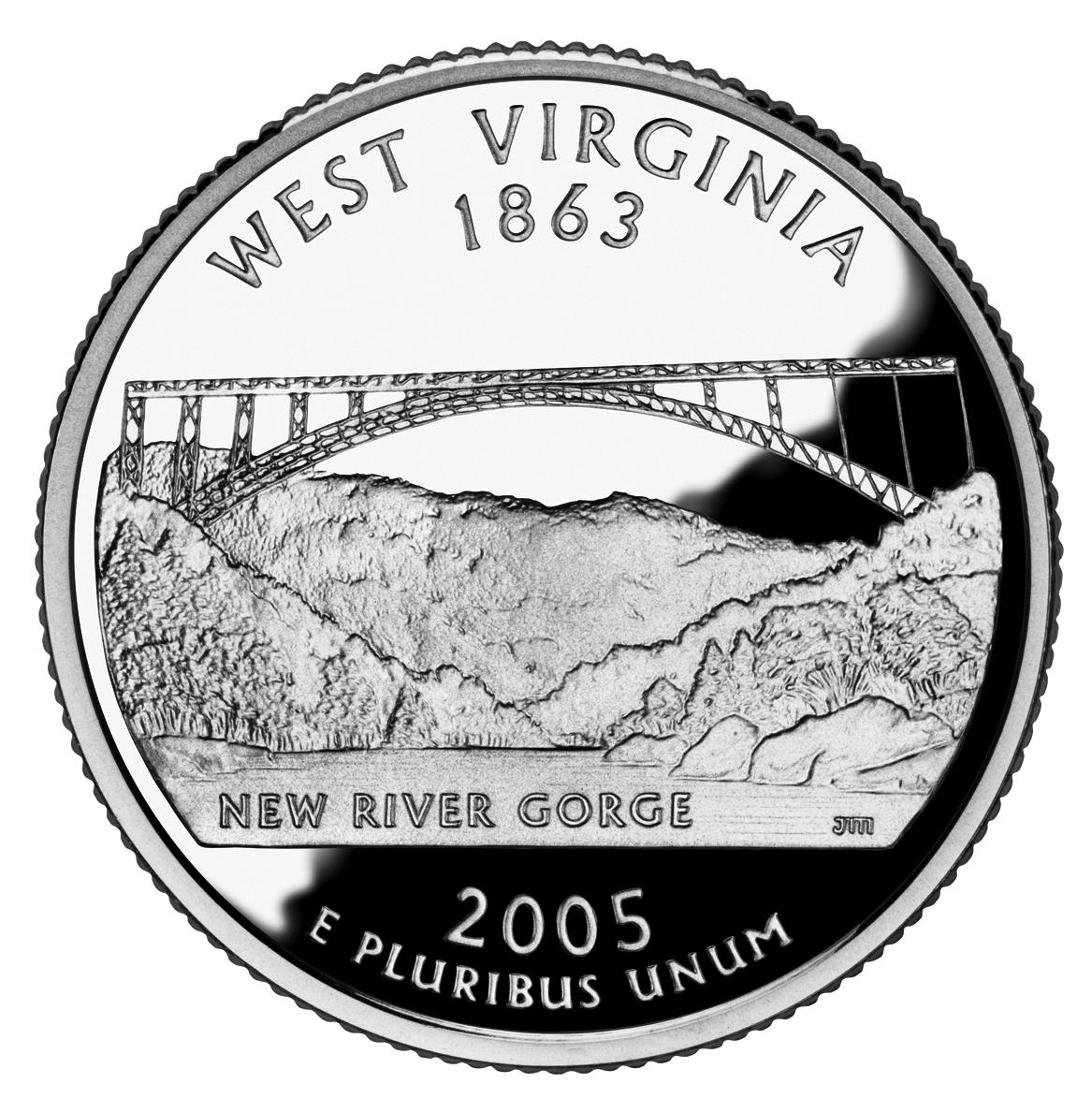
25 центов 2005 года